# Glacier de Zemu
Le glacier de Zemu est le plus grand glacier de la partie orientale de l'Himalaya. Il se situe à la base du Kangchenjunga, au Sikkim en Inde, et mesure 25 km de long en 2008. Il alimente le bassin de la rivière Teesta. Il faisait, en 1991, 26 km. En 1899, Douglas William Freshfield en estima la longueur à 29 km.
Selon Nature News, le Zemu et le Rathong, les glaciers primaires du Sikkim, pourraient disparaître, comme tous ceux de l'Himalaya, d'ici à 2035. De même, la Teesta et la Rangit, les deux rivières principales du Sikkim, pourraient se tarir sous l'effet de la fonte des glaciers en raison du réchauffement climatique. Cependant, il s'avère que la date de 2035, fondée sur un rapport du Groupe d'experts intergouvernemental sur l'évolution du climat, est basée sur une erreur. 

## Yeti
En 1925, l’explorateur N. A. Tombazi, de la Royal Geographical Society anglaise, rapporta avoir observé des empreintes du yéti.